# Camille Kerger
Camille Kerger (* 1957 in Redingen, Kanton Redingen, Luxemburg) ist ein luxemburgischer Tenor und Komponist.
Er ist einer der bekanntesten lebenden Komponisten und Tenöre des Landes.

## Leben und Wirken
Camille Keger studierte Posaune und Gesang an den Konservatorien in Luxemburg-Stadt und Metz sowie Gesang mit Diplom-Abschluss an den Universitäten in Mannheim und Düsseldorf.
Seine Karriere als Musiker begann er bei diversen Orchestern, zu denen auch Kammermusikorchester gehörten, so dem RTL-Orchester und einem Orchester in Trier als Posaunist.
Als lyrischer Tenor sang er zusammen mit bekannten Namen wie Barbara Hendricks, Ionel Pantea, Axel Köhler, James Bowman und unter der Leitung bekannter Dirigenten wie Claudio Abbado, Leopold Hager, Pierre Cao.
Er war Mitbegründer des Nationalen Theaters von Luxemburg und seit 2006 auch dessen Musikdirektor. Kerger ist Mitglied des Institut Grand-Ducal, Section des Arts et Lettres (Großherzogliches Institut, Sektion Künste und Literatur).

## Schaffen als Komponist
Kerger hat mehr als einhundert Werke geschrieben, zu denen Opern, Musical-Musik, Kammermusik, Orchestersymphonien, Oratorien und Konzertmusik gehört.
Ein bekanntes Lied seiner Kammermusik ist auf der 2014 erschienenen CD Kammermusik luxemburgischer Komponisten greifbar, dort ist er mit dem Liederzyklus Lieder des Herbstes vertreten.
In verschiedenen Ländern wurden seine Kompositionen aufgeführt, so von Orchestern in Italien, Slowakei, Niederlande, Großbritannien, Spanien, Frankreich, Deutschland, Lettland, Kanada, USA.

## Preise und Auszeichnungen (Auswahl)
- L’an 1000, l’année 2000, 2000.
- Prix Lions, 2016.
- Lëtzebuerger Musekspräisser 2024, erhielt er  aus der Hand von Kultusminister Eric Thill.